# اوایشی نوبوکیو
اُوایشی نوبوکیو، سِه‌زائمون، گِنزو (به ژاپنی: 大石信清/瀬左衛門); ۱ ژانویهٔ ۱۶۷۷ – ۲۰ مارس ۱۷۰۳ یک سامورایی، از ملازمان خاندان آسانو و یکی از چهل و هفت رونین در قلمروی آکو در نیمه نخست دوره ادو اهل ژاپن بود. به عنوان پسر دوم یکی از ملازمان خاندان آسانو اُوایشی نوبوزومی متولد شد. او یکی از عموزادگان اُوایشی یوشیئو محسوب می‌شد. در روز چهاردهم از ماه سوم ۱۷۰۱ در هنگام مرگ اربابش آسانو ناگانوری او نیز به همراه او برای گذراندن سانکین کوتای به ادو رفته بود. شب حادثه به عنوان دومین گروه پیام‌رسان به همراه هارا موتوتوکی برای رساندن خبر به قلمروی آکو رفتند. پس از تحویل قلعه آکو به همراه برادر بزرگترش در نارا و کیوتو اقامت داشتند اما در ماه هشتم از سال ۱۷۰۲ پس از بازپس دادن سوگندنامه‌ها از آنجائیکه برادر بزرگترش از گروه انتقام رونین‌ها کناره‌گیری کرد با او قطع رابطه کرده و در روز نهم از ماه نهم همان سال به همراه اُوایشی یوشیکانه و ماسه ماساآکی به ادو رفت.